# David Bond
David John Were Bond (27 de março de 1922 — 23 de março de 2013) foi um velejador britânico, campeão olímpico. Ele competiu nos Jogos Olímpicos de Verão de 1948 na classe Swallow e conquistou a medalha de ouro a bordo do Swift, ao lado de Stewart Morris.
Bond frequentou a Harrow School quando criança. Na preparação para os Jogos Olímpicos de Verão de 2012, Bond se uniu ao também medalhista de vela Ben Ainslie para promover o Sail for Gold, uma exposição sobre a história da vela nas Olimpíadas. Ele esteve envolvido na promoção da gama de selos olímpicos do Royal Mail.